# Pycnocoma bampsiana
Pycnocoma bampsiana är en törelväxtart som beskrevs av J.Leonard. Pycnocoma bampsiana ingår i släktet Pycnocoma och familjen törelväxter. Inga underarter finns listade i Catalogue of Life.